# Franz von Walsegg
Franz von Walsegg o Wallsegg (17 de enero de 1763 - 11 de noviembre de 1827), también conocido como el conde Franz von Walsegg, fue un aristócrata austríaco que supuestamente encargó el célebre Réquiem en re menor de Wolfgang Amadeus Mozart.

## Biografía

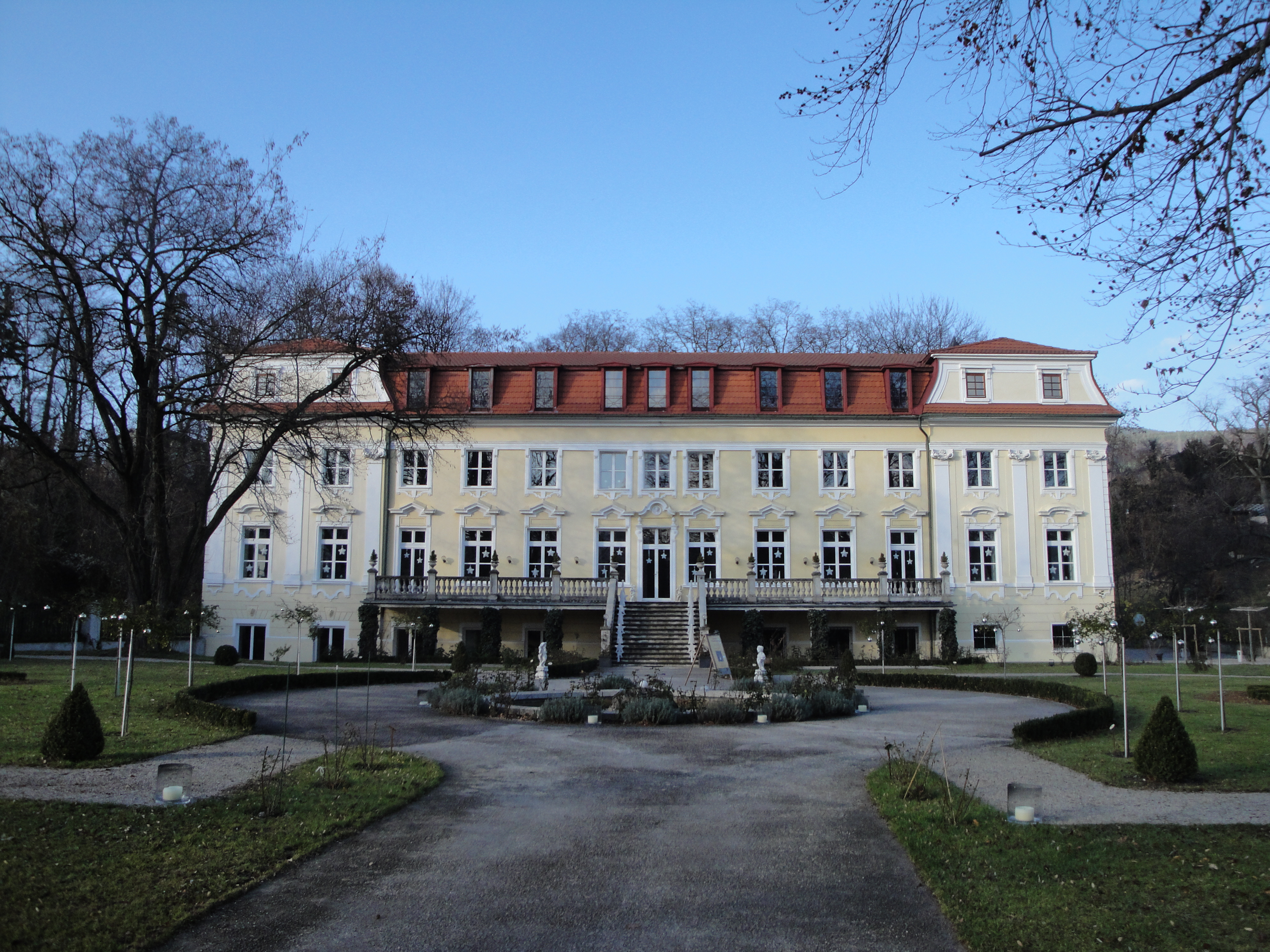
Palacio de Stuppach,
cerca de Gloggnitz, Baja Austria.

Residiendo en el castillo de Walsegg, situado cerca de Gloggnitz, el conde Walsegg envió en julio de 1791 un mensajero secreto a Mozart, pidiéndole que escribiese una misa de réquiem. El conde, al parecer músico aficionado, tenía la costumbre de encargar obras de compositores conocidos, haciéndolas pasar por suyas en los conciertos privados que daba en su castillo. Walsegg encargó y dirigió el réquiem (como si se tratase de su propia composición) el 14 de diciembre de 1793, en memoria de su joven esposa, Anna, que falleció el 14 de febrero de 1791 a los veinte años de edad. El conde Walsegg, que tenía 28 años en el momento del fallecimiento (y no volvió a casarse), quedó profundamente apenado y construyó para ella un mausoleo en los alrededores de su castillo, donde fue enterrada. 
Aunque Mozart murió antes de completar el réquiem, su esposa (debido a su delicada situación económica) le pidió a uno de los alumnos de Mozart, Franz Xaver Süssmayr, que lo acabase con el fin de obtener el resto de la suma que Walsegg había prometido. 
El conde Franz von Walsegg es a veces erróneamente conocido como conde Walsegg-Stuppach.